# Jonathan Zebina
Jonathan Zebina (Parijs, 19 juli 1978) is een Frans voormalig voetballer die als verdediger speelde, al begon hij zijn carrière als aanvaller. Hij speelde één interland voor Frankrijk, op 9 februari 2005 tegen Zweden. De wedstrijd eindigde in 1-1.
Zebina begon zijn carrière bij AS Cannes in de Franse Championnat National in 1996. Hij vertrok in 1998 naar Cagliari Calcio en in 2000 naar AS Roma. Aan het begin van het seizoen 2004-2005 kwam hij met coach Fabio Capello naar Juventus.

## Erelijst
AS Roma
- Serie A

2001